# نهائي كأس الدوري الإسكتلندي 2024
نهائي كأس الدوري الاسكتلندي 2024 (بالإنجليزية: 2024 Scottish League Cup final) مباراة كرة قدم أقيمت في هامبدن بارك، غلاسكو في 15 ديسمبر 2024. كان هذا تتويجًا لكأس الدوري الاسكتلندي 2024–25، الموسم التاسع والسبعين من كأس الدوري الاسكتلندي (المعروف باسم كأس الرياضة الممتازة ‏ لأسباب الرعاية)، وهي مسابقة تضم 42 فريقًا في الدوري الاسكتلندي لكرة القدم الاحترافية (SPFL). أقيمت المباراة بين غريمي أولد فيرم، سلتيك (الفائز بالبطولة 21 مرة، بما في ذلك سبع مرات في النسخ العشر السابقة) ورينجرز (حامل اللقب والبطل القياسي 28 مرة). كانت هذه هي المباراة النهائية السابعة عشرة لكأس الدوري الاسكتلندي بين الفريقين واللقاء رقم 443 بشكل عام في المسابقات الكبرى.
كأس الدوري الاسكتلندي 2024–25
بعد انتهاء المباراة بالتعادل 3–3 في نهاية الوقت الأصلي ونفس النتيجة بعد الوقت الإضافي، فاز سلتيك 5–4 بركلات الترجيح ليحصد الكأس.

## الطريق إلى النهائي
وبما أن كلا الناديين شاركا في المسابقات الأوروبية، فقد حصل كلاهما على إعفاء من مرحلة المجموعات ‏.

### سلتيك
| الجولة         | الخصم         | النتيجة |
| -------------- | ------------- | ------- |
| الجولة الثانية | نادي هيبرنيان | 3–1 (د) |
| ربع النهائي    | نادي فالكيرك  | 5–2 (د) |
| نصف النهائي    | نادي أبردين   | 6–0 (م) |

### رينجرز
| الجولة         | الخصم        | النتيجة |
| -------------- | ------------ | ------- |
| الجولة الثانية | سانت جونستون | 2–0 (د) |
| ربع النهائي    | نادي دندي    | 3–0 (د) |
| نصف النهائي    | نادي ماذرويل | 2–1 (د) |

## المباراة

### التراكم
كانت هذه هي المباراة النهائية الثانية بين الناديين في العام التقويمي، بعد نهائي كأس اسكتلندا 2024 في مايو والذي أنهى الموسم المحلي السابق.
دخل سلتيك إلى النهائي باعتباره المرشح الأوفر حظًا نظرًا لسيطرته على كرة القدم الاسكتلندية على مدار الاثنتي عشرة عامًا السابقة منذ أحداث عام 2012 التي شملت رينجرز ‏، وفي المواسم الأخيرة (فاز بسبعة من أصل تسعة ألقاب معروضة منذ موسم 2021–22، مع فوز رينجرز باللقبين الآخرين). حقق سلتيك أيضًا بداية أقوى في الدوري الاسكتلندي الممتاز 2024–25 ‏، بما في ذلك الفوز 3–0 على رينجرز، وحافظ على تقدم بفارق 11 نقطة على منافسيه القدامى في جدول الدوري؛ كما تأخر رينجرز عن أبردين، الذي هزمه سلتيك 6–0 في مباراة نصف نهائي كأس الدوري. كان أداء كلا الناديين موثوقًا به في أوروبا، حيث سجل كل منهما التعادل في الأيام التي سبقت النهائي: عاد سلتيك من مباراة دوري أبطال أوروبا بدون أهداف خارج أرضه أمام دينامو زغرب، وتقاسم رينجرز النقاط على أرضه أمام توتنهام هوتسبير في الدوري الأوروبي، مع استبدال المدافع جون سوتار بسبب إصابة تسببت في غيابه عن نهائي هامبدن.
في الساعات التي سبقت المباراة، كانت هناك حوادث من الفوضى في وسط مدينة غلاسكو ‏، حيث واجهت مجموعات " ألتراس " الناديين بعضها البعض، وحطمت واجهات المتاجر وألقت الصواريخ على الشرطة.
داخل الملعب، تم إشعال الألعاب النارية من كلا الطرفين على نطاق واسع، وهو أمر شائع في كرة القدم الاسكتلندية في عشرينيات القرن الحادي والعشرين، على الرغم من التحذيرات من الهيئات الحاكمة بشأن إساءة استخدامها، وعلى الرغم من مواجهة كل من سلتيك ورينجرز (وكذلك موذرويل) غرامات لنفس الإجراءات في هامبدن في الدور نصف النهائي من المسابقة. تم تأخير انطلاق المباراة قليلاً للسماح للدخان المتصاعد من الأجهزة بالانقشاع.

### الملخص
تقدم رينجرز في الشوط الأول عندما توقع نديم باجرامي واعترض تمريرة في منتصف الملعب من جريج تايلور ومررها إلى حمزة إيجاماني، الذي تصدى كاسبر شمايكل لتسديدته فقط ليسجل باجرامي من الكرة المرتدة.
وعوض تايلور خطأه في وقت مبكر من الشوط الثاني بتسديدة أهدت فريقه هدف التعادل، رغم أن الكرة اصطدمت بنيكولاس راسكين لتمر بجوار حارس مرمى رينجرز جاك بوتلاند. وبعد ثلاث دقائق، تقدم سلتيك بهدف عندما تغلب دايزن مايدا على المدافع ليون بالوجون، وانطلق للأمام قبل أن يسدد في الزاوية. جاء هدف التعادل لفريق رينجرز عن طريق ديوماندي الذي أظهر قوة كبيرة في الدوران داخل منطقة الجزاء والتسجيل في مرمى شمايكل.
وفي الدقيقة 87، بدا أن سلتيك أحرز هدفا حاسما عندما تقدم نيكولاس كوهن إلى الأمام وحصل على مساحة كافية لالتقاط تمريرة مرتدة من إنجلز بعد أن انزلق ديوماندي أثناء مطاردته، ليضع الكرة في مرمى بوتلاند. ومع ذلك، رد رينجرز على الفور تقريبًا، حيث قابل البديل دانيلو عرضية فاتسلاف سيرني برأسه لتنتقل المباراة إلى الوقت الإضافي.
لم تُخلق سوى فرص قليلة في الدقائق الثلاثين الإضافية، على الرغم من أن رينجرز كان لديه حق المطالبة بركلة جزاء عندما شوهد ليام سكيلز وهو يحمل قميص تشيرني داخل منطقة الجزاء مباشرة.
وتم حسم النتيجة في ركلات الترجيح، حيث تصدى شمايكل لركلة رضوان يلماز لاعب رينجرز. تم تسجيل جميع المحاولات الأخرى (بما في ذلك محاولة من بوتلاند)، مع تحويل ركلة الجزاء الفائزة بواسطة مايدا.

### التبعات
وتوجه مئات من مشجعي سلتيك المحتفلين إلى المضمار المجاور للملعب في الدقائق التي أعقبت ركلات الترجيح، وهو ما تسبب في تأخير تسليم الكأس، وقيل إنه قد يؤدي إلى فرض عقوبات على النادي.
فاز سلتيك بالبطولة الكبرى رقم 119 في تاريخه، مما جعله يتقدم على رينجرز في صدارة التصنيف الاسكتلندي على مر العصور. حصل جناحهم جيمس فورست على ميدالية الفوز الخامسة والعشرين مع النادي، معادلاً الرقم القياسي الذي يحمله بوبي لينوكس. بالنسبة لفريق رينجرز، كانت النتيجة مشابهة جدًا لهزيمتهم في نهائي الدوري الأوروبي 2022، حيث علق القائد جيمس تافيرنييه بأن ذلك استحضر "ذكريات" من ذلك الإحباط.
قدم نادي رينجرز طلبًا رسميًا للحصول على توضيح من الاتحاد الاسكتلندي لكرة القدم بشأن حادثة ركلة الجزاء في الوقت الإضافي. ولم يتدخل فريق حكم الفيديو المساعد، وكان السبب في البداية هو أن الحكم جون بيتون كان قد أطلق صافرته بالفعل لمنح ركلة حرة بسبب تعثر سكيلز على تشيرني خارج منطقة الجزاء، قبل نصف ثانية من خلع قميصه. ومع ذلك، فقد قام المحللون، بما في ذلك المسؤولون الحاليون والسابقون، بتقييم أن المخالفة كانت مستمرة وانتهت داخل منطقة الجزاء. بعد أربعة أيام من المباراة، صرح رئيس عمليات الحكام في الاتحاد الاسكتلندي لكرة القدم ويلي كولوم أن عدم مراجعة الحادث ومنح رينجرز ركلة جزاء كان قرارًا "سيئًا للغاية" و"غير مقبول".

### التفاصيل
| نادي سلتيك                                  | 3–3 (ب.و.إ.) | نادي رينجرز                                  |
| ------------------------------------------- | ------------ | -------------------------------------------- |
| - تايلور 56' - مايدا 60' - كوهن 87'         | [ 2 ] [ 3 ]  | - بايرامي 41' - ديوماندي 75' - دانيلو 88'    |
| ركلات الترجيح                               |              |                                              |
| - أيداه - ماكغريغور - إنجلز - واتات - مايدا | 5–4          | - تافيرنير - هاجي - دانيلو - يلماز - بوتلاند |

| سلتيك | رينجرز |

| GK             | 1  | كاسبر شمايكل                 |       |      |
| RB             | 2  | أليستير جونستون              |       | 70'  |
| CB             | 20 | كاميرون كارتر فيكرز          | 90+2' |      |
| CB             | 6  | أوستون تروستي                |       | 46'  |
| LB             | 3  | غريغ تايلور                  |       | 90'  |
| CM             | 28 | باولو برناردو (لاعب كرة قدم) |       | 71'  |
| CM             | 42 | كالوم ماكغريغور (ق)          |       |      |
| CM             | 41 | ليو واتات                    |       |      |
| RF             | 10 | نيكولاس كوهن                 |       | 105' |
| CF             | 8  | كيوكو فوروهاشي               | 67'   | 76'  |
| LF             | 38 | دايزن مايدا                  |       |      |
| البدلاء:       |    |                              |       |      |
| GK             | 12 | فيلجامي سينيزالو             |       |      |
| DF             | 5  | ليام سكيلز                   | 93'   | 46'  |
| DF             | 56 | أنتوني رالستون               |       | 70'  |
| DF             | 11 | أليكس فايي                   |       | 90'  |
| MF             | 27 | آرني إنجلز                   |       | 71'  |
| MF             | 49 | جيمس فورست                   |       | 105' |
| FW             | 7  | لويس بالما                   |       |      |
| FW             | 9  | آدم أيداه                    |       | 76'  |
| FW             | 13 | يانغ هيون-جون                |       |      |
| المدرب:        |    |                              |       |      |
| بريندان رودجرز |    |                              |       |      |

| GK           | 1  | جاك بوتلاند           |       |      |
| RB           | 2  | جميس تافيرنير (ق)     | 90+4' |      |
| CB           | 27 | ليون بالوغون          | 24'   | 67'  |
| CB           | 4  | روبن بروبر            |       |      |
| LB           | 22 | جيفتي                 | 44'   | 61'  |
| CM           | 10 | محمد ديوماندي         |       | 105' |
| CM           | 14 | نديم بايرامي          |       | 86'  |
| CM           | 43 | نيكولاس راسكين        | 90+1' |      |
| RF           | 18 | فاسلاف سيرني          |       | 105' |
| CF           | 29 | حمزة إكمان            | 95'   | 101' |
| LF           | 30 | يانيس هاجي            | 111'  |      |
| البدلاء:     |    |                       |       |      |
| GK           | 31 | ليام كيلي             |       |      |
| DF           | 3  | رضوان يلماز           |       | 61'  |
| DF           | 21 | دوجون ستيرلينغ        | 107'  | 67'  |
| DF           | 38 | ليون كينغ             |       |      |
| MF           | 8  | كونور بارون           |       | 105' |
| MF           | 20 | كيران دويل            |       | 105' |
| FW           | 9  | سيريل ديسرس           | 102'  | 101' |
| FW           | 45 | روس ماكوسلاند         |       |      |
| FW           | 99 | دانيلو (لاعب كرة قدم) |       | 86'  |
| المدرب:      |    |                       |       |      |
| فيليب كليمنت |    |                       |       |      |

| الحكام المساعدون: ديفيد ماكجيتشي جوناثان بيل الحكم الرابع: ستيفن ماكلين حكم الفيديو المساعد: آلان موير حكم الفيديو المساعد: فرانك كونور | قواعد المباراة - 90 دقيقة - 30 دقيقة من الوقت الإضافي إذا لزم الأمر - ركلات الترجيح إذا استمرت النتيجة بالتعادل - تسعة بدلاء تم تسميتهم - الحد الأقصى هو خمسة تبديلات، مع السماح بتبديل سادس في الوقت الإضافي |

## الملاحظات
1. ↑  نظرًا لأن ملعب إيبروكس لم يكن متاحًا بسبب أعمال البناء الجارية، استأجر رينجرز ملعب هامبدن بارك بشكل مؤقت.